# Alexander Van Hoecke
Alexander Van Hoecke (Lokeren, 3 mei 1994) is een Belgisch Vlaams-nationalistisch politicus voor het Vlaams Belang.

## Biografie
Van Hoecke studeerde in 2018 af als master in de rechten aan de Universiteit Gent en volgde er daarna nog een jaar een master-na-master in internationaal en Europees recht.
In 2020 ging hij aan de slag voor de partij Vlaams Belang. Tot 2023 was hij inhoudelijk medewerker van de Vlaams Belangfractie in het Vlaams Parlement, waarbij hij de beleidsdomeinen Energie en Buitenlandse Zaken opvolgde. Begin 2023 werd hij vervolgens in opvolging van Jonas Naeyaert nationaal persverantwoordelijke en woordvoerder van de partij. Daarnaast ging Van Hoecke de functie vervullen van persverantwoordelijke van de Vlaams Belangafdeling in Gent en werd hij actief bij de Vlaams Belang Jongeren.
Bij de federale verkiezingen van 9 juni 2024 bekleedde Van Hoecke de vijfde plaats van de Vlaams Belanglijst in de kieskring Oost-Vlaanderen. Met 8.655 voorkeurstemmen werd hij verkozen in de Kamer van volksvertegenwoordigers, waar hij ging zetelen in de commissie Justitie.
In oktober 2024 werd Alexander Van Hoecke verkozen tot gemeenteraadslid van Lokeren.